# Retrospectiva idílica
Retrospectiva idílica refere-se ao fenômeno psicológico onde uma pessoa, às vezes, julga o passado desproporcionalmente mais positivamente do que o presente. Os Romanos, ocasionalmente, se referiam a este fenômeno com a frase em Latim "memoria praeteritorum bonorum", o que se traduz como: "o passado é sempre bem lembrado". A retrospectiva idílica está estreitamente relacionada com o conceito de nostalgia. A diferença entre os termos é que retrospectiva idílica é um viés cognitivo, enquanto que o mais amplo fenômeno de nostalgia não é necessariamente baseado em uma perspectiva enviesada.
Embora, por essa visão, a retrospectiva idílica seja um viés cognitivo, o qual poderia vir a distorcer a noção de realidade de uma pessoa, alguns autores teorizam que pode, em parte, servir um propósito útil no aumento da auto-estima e sensação geral de bem-estar pessoal. Por exemplo, Terence Mitchell e Leigh Thompson mencionam esta possibilidade em um capítulo intitulado "Uma Teoria dos Ajustes Temporais das Avaliações de Eventos" em um livro com relatórios de pesquisa de vários autores, intitulado "Avanços na Cognição Gerencial e Processamento de Informações Organizacional".
Simplificações e exageros nas memórias (tal como ocorre na retrospectiva idílica) também podem tornar mais fácil para os cérebros das pessoas armazenarem memórias de longo prazo, considerando que a remoção de detalhes pode reduzir o peso daquelas memórias no cérebro e fazer com que ele necessite de menos conexões neurais para formar e gravar memórias. Mnemônicos, chunking psicológico, e distorções subconscientes de memórias podem, em parte, servir a um propósito semelhante: compressão de memórias por meio de simplificação. Compressão de dados em computadores funciona em princípios semelhantes: algoritmos de compressão tendem a (1) remover detalhes desnecessários nos dados ou (2) reformular os detalhes de uma forma mais simples, a partir da qual os dados podem ser posteriormente reconstruídos, conforme necessário, ou (3) ambos. Praticamente o mesmo pode ser dito das memórias e o processo de memorização no cérebro humano. Outra razão pode ser o fato que os humanos temem o desconhecido, então por vezes podemos assumir que uma situação será pior do que necessariamente será.
Em inglês, a expressão "óculos cor de rosa" ou "óculos rosa" é também, por vezes, utilizada para referir-se ao fenômeno da retrospectiva idílica. Normalmente, essa expressão ocorre como uma variação da frase "ver as coisas através de lentes cor de rosa", ou alguma outra frase similar.
Retrospectiva idílica também está relacionada com o conceito de declinismo.

## Pesquisas
Em um grupo de experimentos, três grupos indo em diferentes férias foram entrevistados antes, durante e depois de suas férias. A maioria seguiu o padrão de inicialmente apresentarem uma antecipação positiva, seguido por uma leve decepção posterior. De forma geral, a maioria dos indivíduos analisaram os eventos mais favoravelmente algum tempo após terem acontecido, do que quando eles estavam os vivenciando.

## Leitura complementar
- Mitchell, T.; Thompson, L. «A theory of temporal adjustments of the evaluation of events: Rosy Prospection & Rosy Retrospection». Advances in managerial cognition and organizational information-processing (PDF). 5. [S.l.: s.n.] ISBN 1-55938-447-6 [ligação inativa]